# Uzbekistan Super League 2025
Die Uzbekistan Super League 2025 (usbekisch Futbol boʻyicha 2025-yilgi Oʻzbekiston Superligasi) ist die 34. Spielzeit der höchsten usbekischen Fußballliga. Aus Sponsorengründen ist die Liga auch als  Artel Uzbekistan Super League bekannt. Organisiert wird die Liga durch die Oʻzbekiston Futbol Federatsiyasi. An dem Wettbewerb nehmen ab dieser Spielzeit 16 Mannschaften teil. Die Saison startete am 7. März 2025. Titelverteidiger war Nasaf Karschi.

## Teilnehmende Mannschaften
| Verein                 | Stadt     | Heimstadion              | Kapazität |
| ---------------------- | --------- | ------------------------ | --------- |
| AGMK                   | Olmaliq   | AGMK Stadion             | 12.105    |
| FK Andijon             | Andijon   | Stadion Soglom Avlod     | 18.360    |
| Bunyodkor Taschkent    | Taschkent | Milliy-Stadion           | 34.000    |
| FK Dinamo Samarkand    | Samarqand | Sogdiana Stadium         | 11.650    |
| FK Mashʼal Muborak (N) | Muborak   | Bakhrom Vafoev Stadium   | 8.000     |
| FK Shoʻrtan Guzar (N)  | Gʻuzor    | AGMK Stadion             | 12.100    |
| Nasaf Karschi          | Qarshi    | Zentralstadion Qarshi    | 22.000    |
| Navbahor Namangan      | Namangan  | Markaziy Stadion         | 22.000    |
| Surkhon Termez         | Termiz    | Markaziy Stadium         | 21.913    |
| FK Neftchi Fargʻona    | Fargʻona  | Stadion Istiklol         | 20.000    |
| Xorazm FK (N)          | Urganch   | Xorazm Stadium           | 25.000    |
| FK Buxoro (N)          | Buxoro    | Buxoro Arena             | 22.700    |
| Paxtakor Taschkent     | Taschkent | Paxtakor-Zentral-Stadion | 35.000    |
| Qizilqum Zarafshon     | Zarafshon | Markaziy Stadion         | 22.000    |
| FK Soʻgʻdiyona Jizzax  | Jizzax    | Sogdiana Stadion         | 11.650    |
| Qoʻqon 1912 (N)        | Qoʻqon    | Kokand Markaziy Stadium  | 10.500    |

## Ausländische Spieler
Stand: Saisonstart 2025
| Mannschaft            | Spieler 1             | Spieler 2         | Spieler 3                   | Spieler 4                    | Spieler 5                              | Spieler 6            | Ehemalige Spieler |
| --------------------- | --------------------- | ----------------- | --------------------------- | ---------------------------- | -------------------------------------- | -------------------- | ----------------- |
| AGMK                  | Klejdi Daci           | Giorgi Papava     | Arihiro Sentoku             | Naoaki Senaga                | Rubén Sánchez                          | Ajak Riak            |                   |
| FK Andijon            | Mirzad Mehanović      | Altin Kryeziu     | Miomir Djurickovic          | Luka Uskokovic               | Islam Mashukov                         |                      |                   |
| FK Buxoro             | Dominik Begić         | Frane Čirjak      | Frane Ikić                  | Josip Tomašević              | Marko Kolaković                        | Milan Mirosavljev    |                   |
| Bunyodkor Taschkent   | Luis Kaçorri          | Martin Šroler     | Imeda Ashortia              | Nikolos Mali                 | Itsuki Urata                           | Marko Bugarin        |                   |
| FK Dinamo Samarkand   | Ratinho               | Maykon Douglas    | Richard Friday              | Marko Stanojević             | Manuchekhr Safarov                     | Oleksandr Kucherenko |                   |
| Qoʻqon 1912           | Kobena Amed           | Andro Giorgadze   | Shota Gvazava               | Yegor Kondratyuk             |                                        |                      |                   |
| Xorazm FK             | Francis Narh          | Vladimir Bubanja  | Shakhrom Samiev             |                              |                                        |                      |                   |
| FK Mashʼal Muborak    | Mudasiru Salifu       |                   |                             |                              |                                        |                      |                   |
| Nasaf Karschi         | Rubin Hebaj           | Dragan Ćeran      | Stefan Čolović              | Oleksandr Vorobey            |                                        |                      |                   |
| Navbahor Namangan     | Sergey Karpovich      | Guilherme Guedes  | Higor Gabriel               | Pedro                        | Benjamin Teidi                         |                      |                   |
| FK Neftchi Fargʻona   | Toma Tabatadze        | Vladimir Jovović  | Bojan Ciger                 | Jovan Đokić                  | Zoran Marušić                          |                      |                   |
| Paxtakor Taschkent    | Flamarion             | Jhonatan          | Jonatan Lucca               | Brayan Riascos               | Bashar Resan                           |                      |                   |
| Qizilqum Zarafshon    | Jaba Jighauri         | Elguja Lobjanidze | Nikola Kumburović           | Alen Mašović                 | Dušan Mijić                            | Roman Paparyga       |                   |
| FK Shoʻrtan Guzar     | Daler Sharipov        |                   |                             |                              |                                        |                      |                   |
| FK Soʻgʻdiyona Jizzax | John Junior Igbarumah | Ljupco Doriev     | Luka Đorđević               | Milan Mitrović               | Ekhson Pandzhshanbe                    | Zoir Dzhuraboev      |                   |
| Surkhon Termez        | Artem Potapov         | Dmitriy Pletnev   | Dschamaldin Chodschanijasow | Dmitri Wiktorowitsch Kratkow | Kirill Alexandrowitsch Kolesnitschenko |                      |                   |

## Tabelle
Stand: 24. April 2025
| Pl. | Verein                 | Sp. | S | U | N | Tore    | Diff. | Punkte |
| --- | ---------------------- | --- | - | - | - | ------- | ----- | ------ |
| 1.  | AGMK                   | 6   | 5 | 1 | 0 | 011:400 | +7    | 16     |
| 2.  | Nasaf Karschi (M)      | 6   | 4 | 2 | 0 | 010:300 | +7    | 14     |
| 3.  | Bunyodkor Taschkent    | 6   | 3 | 3 | 0 | 009:300 | +6    | 12     |
| 4.  | FK Dinamo Samarkand    | 6   | 3 | 3 | 0 | 005:200 | +3    | 12     |
| 5.  | FK Andijon             | 6   | 2 | 3 | 1 | 009:800 | +1    | 09     |
| 6.  | FK Neftchi Fargʻona    | 6   | 2 | 3 | 1 | 009:900 | ±0    | 09     |
| 7.  | Navbahor Namangan      | 6   | 2 | 2 | 2 | 009:800 | +1    | 08     |
| 8.  | Xorazm FK (N)          | 5   | 2 | 1 | 2 | 005:500 | ±0    | 07     |
| 9.  | Qizilqum Zarafshon     | 5   | 2 | 1 | 2 | 004:500 | −1    | 07     |
| 10. | Paxtakor Taschkent     | 6   | 2 | 0 | 4 | 011:800 | +3    | 06     |
| 11. | Surkhon Termez         | 6   | 2 | 0 | 4 | 005:900 | −4    | 06     |
| 12. | Qoʻqon 1912 (N)        | 6   | 1 | 3 | 2 | 003:500 | −2    | 06     |
| 13. | FK Buxoro (N)          | 6   | 2 | 0 | 4 | 008:900 | −1    | 06     |
| 14. | FK Mashʼal Muborak (N) | 6   | 2 | 0 | 4 | 003:110 | −8    | 06     |
| 15. | FK Soʻgʻdiyona Jizzax  | 6   | 1 | 1 | 4 | 007:900 | −2    | 04     |
| 16. | FK Shoʻrtan Guzar (N)  | 6   | 0 | 1 | 5 | 001:110 | −10   | 01     |

| Zum Saisonende 2025: |
| Usbekischer Meister und Qualifikation für die Gruppenphase der AFC Champions League Elite Qualifikation die Gruppenphase der AFC Champions League Two Qualifikation für die Relegationsspiele Abstieg in die zweite Liga |